# マセラティ・ミストラル
ミストラル（Mistral ）は、イタリアの自動車メーカーマセラティが1963年から1970年の間製造・販売していたスポーツカーである。

## 概要
ミストラルは、3.5、3.7、4.0Lの直6エンジンを搭載し、ZFフリードリヒスハーフェン製5速MTを介して後輪に動力が伝えられる構造を採用している。これはスパイダーでも同じである。
1966年にマイナーチェンジが行われた。

## ギャラリー

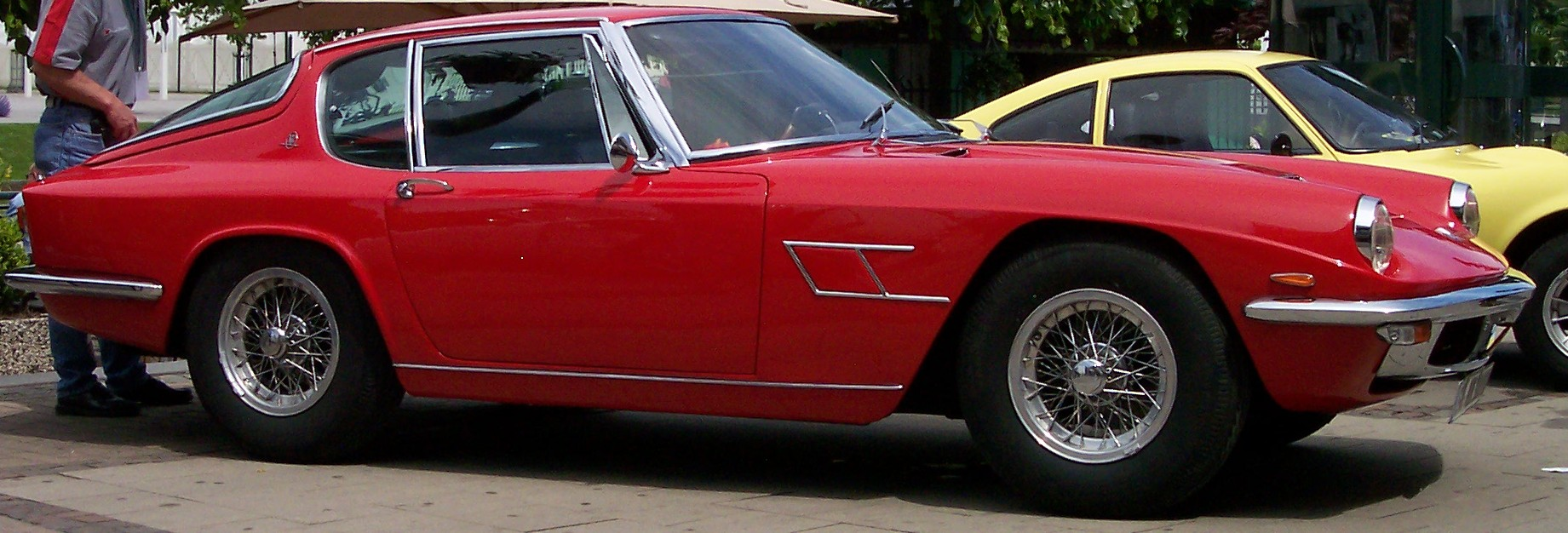
4000 クーペ
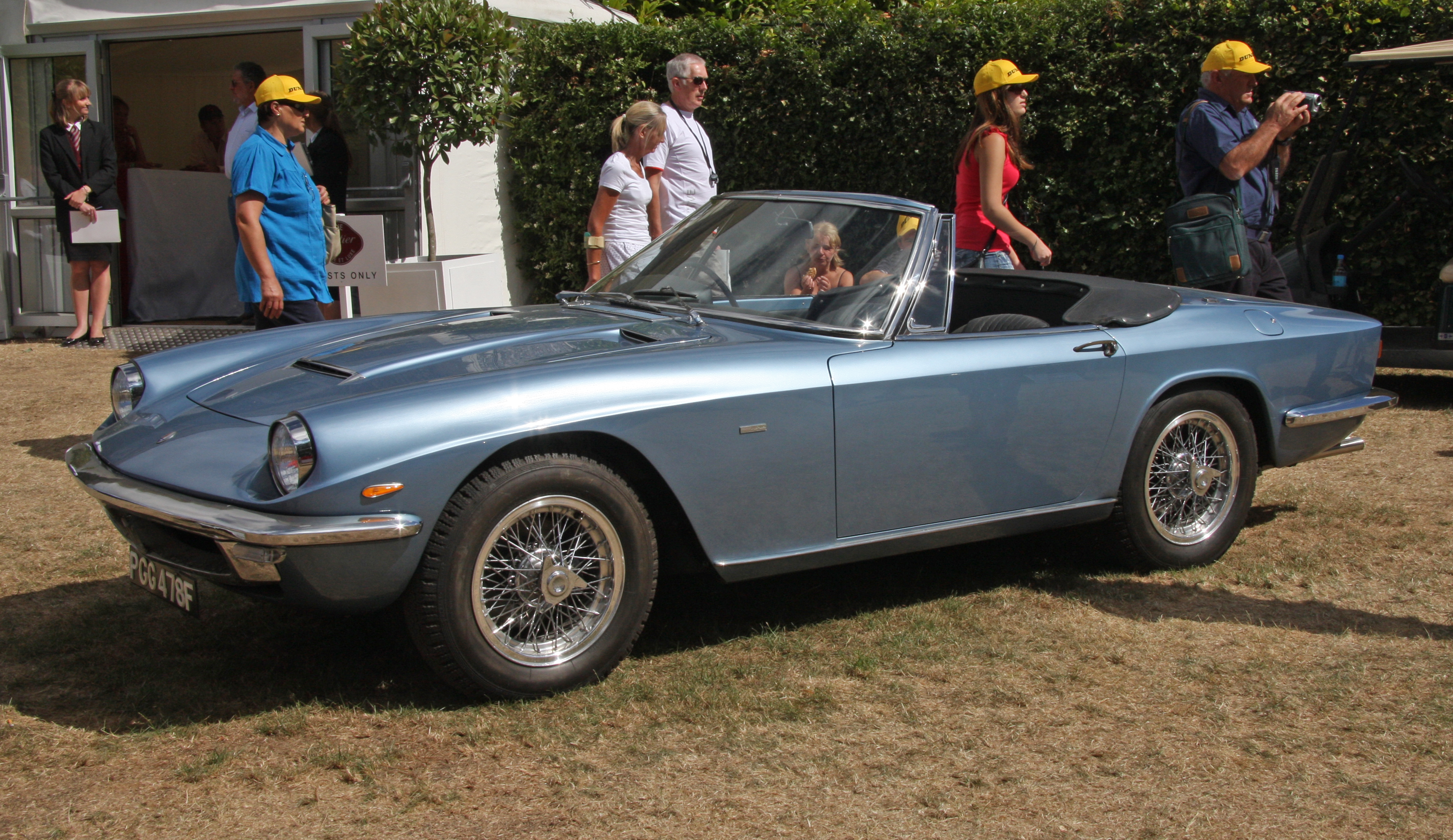
1967 スパイダー
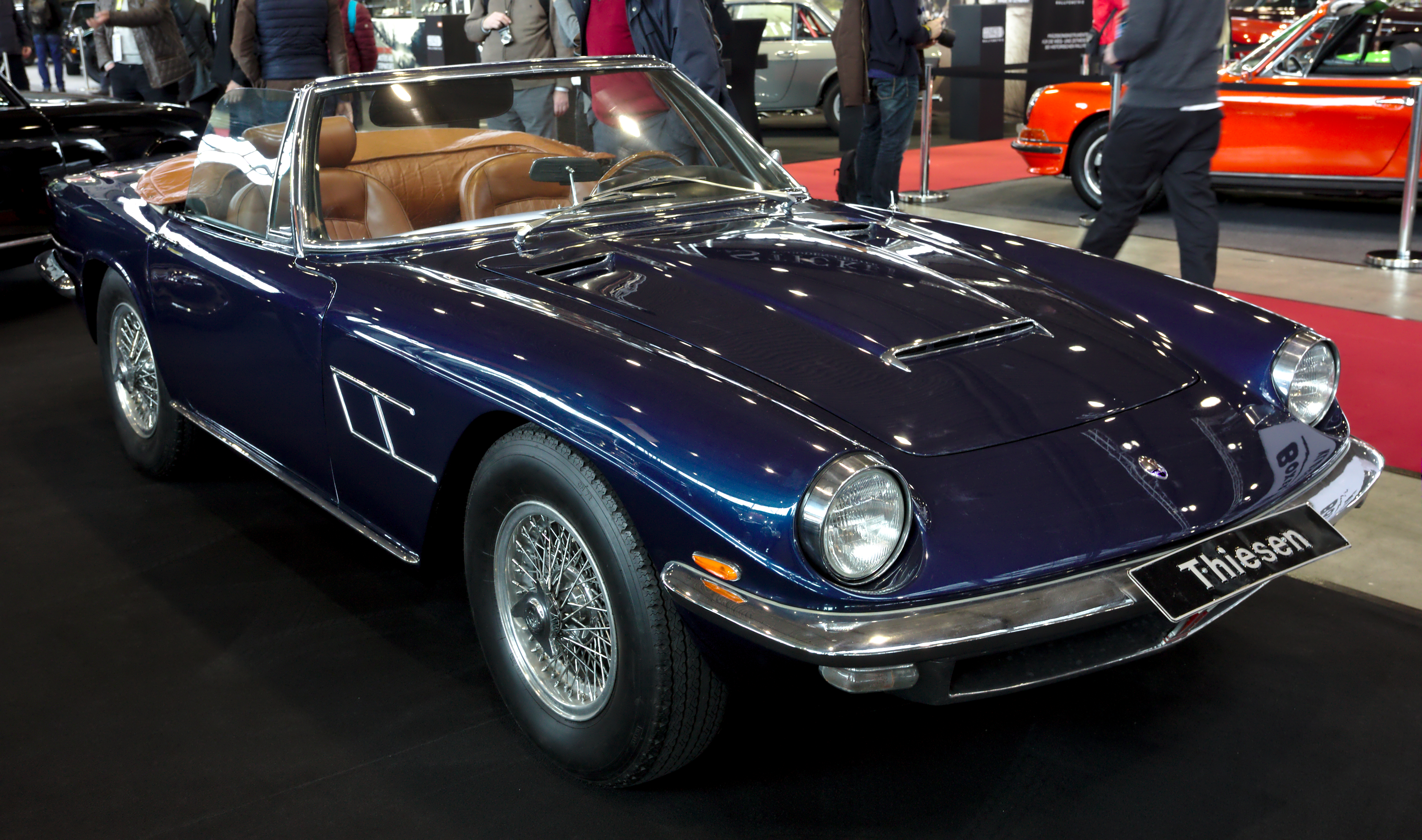
4000 スパイダー
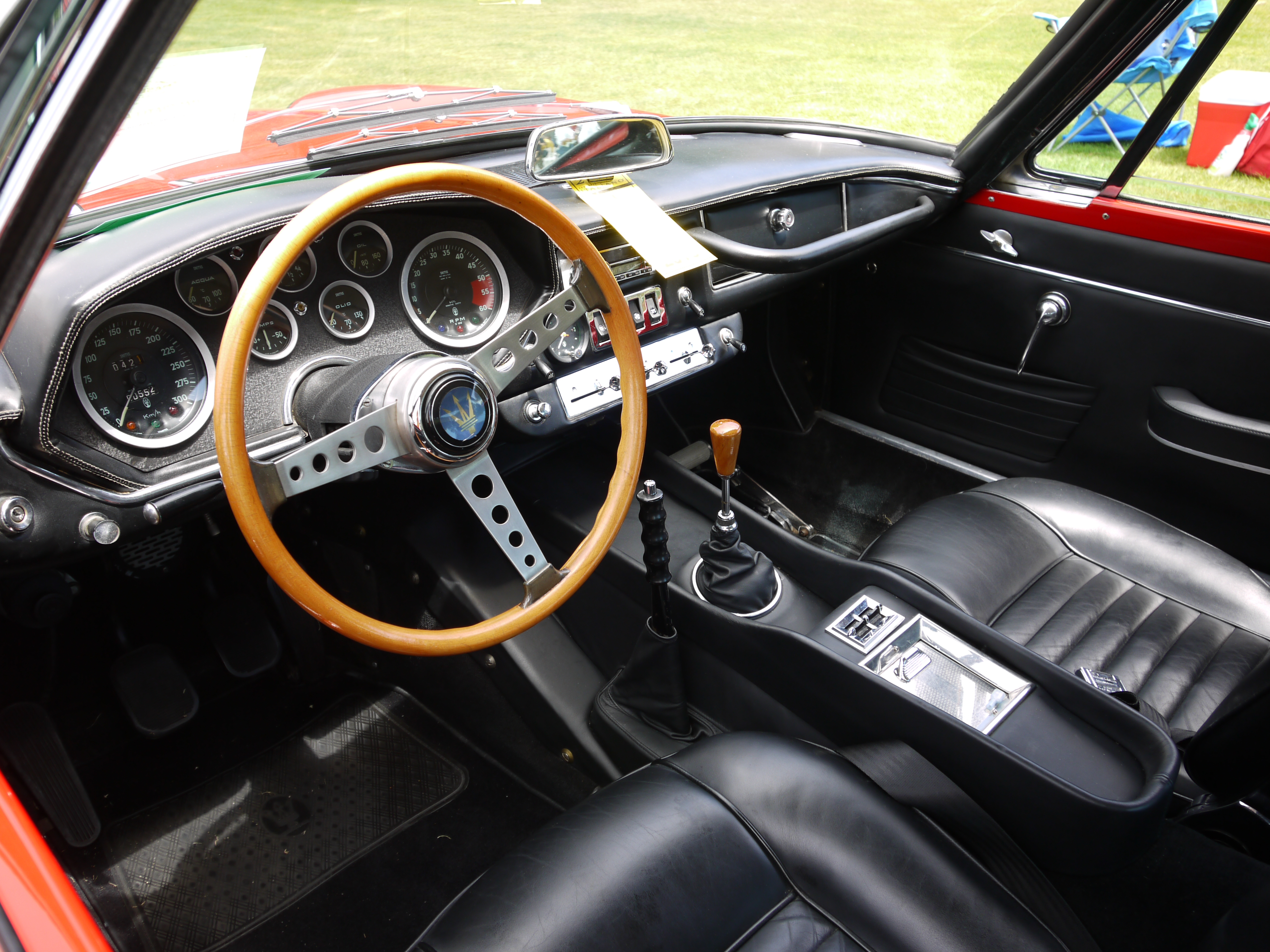
インテリア

## 車名の由来
フランス南東部に吹く局地風ミストラル (フランス語: mistral)にちなんで名付けられた。